# Atanasios Pritas
Atanasios „Sakis” Pritas (ur. 9 stycznia 1979 roku w Salonikach) – grecki piłkarz grający na pozycji pomocnika w Arisie Saloniki.